# Bernd Meier
Bernd Meier (Rain, 11 de febrero de 1972 - Burgheim, 2 de agosto de 2012) fue un futbolista alemán, que jugó en la posición de portero.

## Biografía
Meier llegó a la profesionalidad a los 21 años, fichando por el TSV 1860 Munich y promovido a la Bundesliga en su primer año. Durante las siguientes cuatro temporadas con los leones, luchó por la titularidad con Rainer Berg y jugó 33 partidos en la temporada 1995–96 para llegar a la octava posición.
En verano de 1999, Meier firmó por el Borussia Mönchengladbach, donde jugó tan solo dos partidos durante su tiempo allí. Después de tres años, volvió a la Segunda División alemana para fichar por el Rot Weiss Ahlen.
Meier fichó por el Borussia Dortmund en 2005, a los 33 años, siendo solo la tercera opción en el transcurso de dos temporadas, e incluso siendo degradado a las reservas. Se retiró después de 94 partidos disputados.
El 6 de enero de 2010, Meier fue nombrado entrenador de porteros del SV Wacker Burghausen. Al siguiente año, se convirtió en entrenador de porteros de la señección alemana sub-17.

## Muerte
Meier murió el 2 de agosto de 2012 por un presunto ataque cardíaco después de haber sido ingresado en el hospital por intoxicación alimentaria. Tenía tan solo 40 años.

## Clubes
| Club                     | País     | Año       | Partidos |
| ------------------------ | -------- | --------- | -------- |
| TSV Aindling             | Alemania | -1993     |          |
| 1860 Munich              | Alemania | 1993–1999 | 93       |
| Borussia Mönchengladbach | Alemania | 1999–2002 | 2        |
| Rot Weiss Ahlen          | Alemania | 2002–2005 | 84       |
| Borussia Dortmund        | Alemania | 2005–2007 | 0        |